# Deltocephalus kilimanus
Deltocephalus kilimanus är en insektsart som beskrevs av Jacobi 1910. Deltocephalus kilimanus ingår i släktet Deltocephalus och familjen dvärgstritar. Inga underarter finns listade i Catalogue of Life.